# Incidente aereo di Tours del 22 aprile 1939
Il 22 aprile 1939 due bombardieri Bloch MB 210 della 51ème Escadre de bombardement entrarono in collisione sulla verticale dell'aeroporto di Tours-Parçay-Meslay durante una esercitazione di bombardamento a bassa quota con la morte di tutti e nove i membri degli equipaggi.

## L'incidente

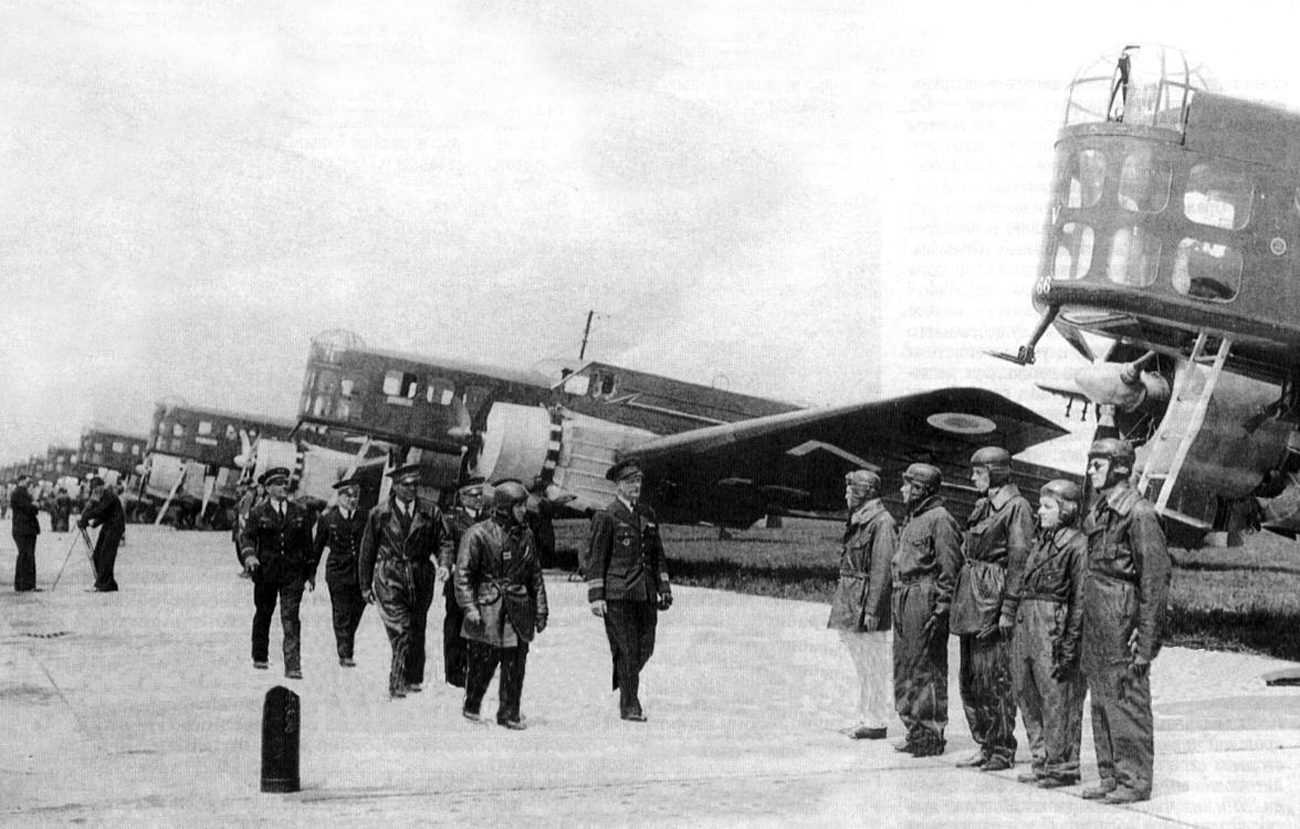
Rassegna di velivoli ed equipaggi di un reparto di Bloch MB 210.

Il 22 aprile 1939 una formazione di 4 bombardieri Bloch MB 210 della 51e Escadre de bombardement decollarono dall'aeroporto di Angers per raggiungere quello di Tours-Parçay-Meslay. Gli aerei effettuavano un volo speciale di rientro dopo aver partecipato alle manovre a favore della Difesa Aerea Territoriale (DAT - Défense Aérienne du Territoire). I quattro Bloch MB 210, al comando del tenente colonnello Louis Mailloux volavano insieme, in una formazione a "Diamante", ad una altezza di 200 m al fine di addestrarsi al bombardamento a bassa quota. Durante l'avvicinamento finale all'aeroporto di Tours-Parçay Meslay, l'aereo di testa posizionato sul lato sinistro della formazione virò improvvisamente a sinistra mentre l'aereo posizionato sul lato destro della formazione andò verso destra. Alle 11:00 all'improvviso entrambi gli aerei che si trovavano dietro, entrarono in collisione precipitando subito dopo fuori controllo in un campo aperto per distruggendosi totalmente. Tutti e nove i membri degli equipaggi di entrambi i velivoli rimasero uccisi.
Baptiste Besnard, un agricoltore che lavora nel suo campo, fu testimone dell'incidente: Stavo passando il rullo quando ho visto spuntare, sopra gli hangar, lì, verso sud, un gruppo di quattro aerei che volavano a bassa quota, forse duecento metri. Avevo fermato il cavallo per guardarli. Ad un certo punto due aerei si separarono, uno a destra, l'altro a sinistra, e quasi subito potei solo lanciare un grido: gli altri due aerei si erano scontrati. Uno cadde quasi dritto, esplose e prese fuoco, mentre il secondo che lo seguiva rimbalzò in aria e stava per cadere su un'ala a duecento metri di distanza. Speravo che almeno quelli si salvassero, ma subito vidi il secondo aereo prendere fuoco mentre le due esplosioni sembravano fondersi.
L'equipaggio a bordo del Bloch MB 210 n.152 era formato dal sergente Paul Bredela, dal maresciallo Gaston François, dal sergente Girard, dal caporale Génébault, e dal maresciallo Lagarce. L'equipaggio del secondo velivolo, appartenente allo stato maggiore, era composto dal tenente colonnello Louis Mailloux (comandante della 31e Escadre de bombardement), dal tenente Henry de Rilly d'Oysonville, dal maresciallo Gonin, e dal sergente Robert Callède. Quello fu un giorno nero per l'Armée de l'air, in qualche ora avvennero tre incidenti che causarono la morte di diciannove aviatori.
I soccorsi arrivarono rapidamente ma furono inutili, in quanto furono recuperate le salme carbonizzate dei nove aviatori. In poco tempo arrivarono sul luogo il generale Pastier comandante della 3ª Regione aerea; il generale Canonne, comandante della 6ª Divisione aerea, il colonnello Jury comandante della 9ª Brigate, il comandante Enslen della 31e Escadre de bombardement, il colonnello Fauvel della BIA 109. Si recarono sul posto anche Vernet, prefetto dell'Indre-et-Loire; il senatore René Besnard; i deputati Courson e Bernier. Più tardi fu il turno del generale Joseph Vuillemin, capo di stato maggiore dell'Armée de l'air.
Le salme dei nove aviatori ricevettero solenni funerali presso la Cattedrale di Saint-Gatien de Tours, alla presenza del Ministro dell'aeronautica.
La commissione investigativa successivamente convocata non fu in grado di determinare la causa esatta della collisione.

### Fonti
1. 1 2 3  Aviation Safety.
2. 1 2 3 4 5 6 7 8 9  Peoplepill.
3. 1 2 3  Bureau of Aircraft Accidents Archives.
4. 1 2  Bureau of Aircraft Accidents Archives.